# Sarracena xanthochlorata
Sarracena xanthochlorata là một loài bướm đêm trong họ Geometridae.